# توللیک (کالیفرنیا)
توللیک (به انگلیسی: Tulelake) شهری در شهرستان سیسکیو ایالت کالیفرنیا است که در سرشماری سال ۲۰۱۰ میلادی، ۱۰۱۰ نفر جمعیت داشته است.